# Isla Phillip

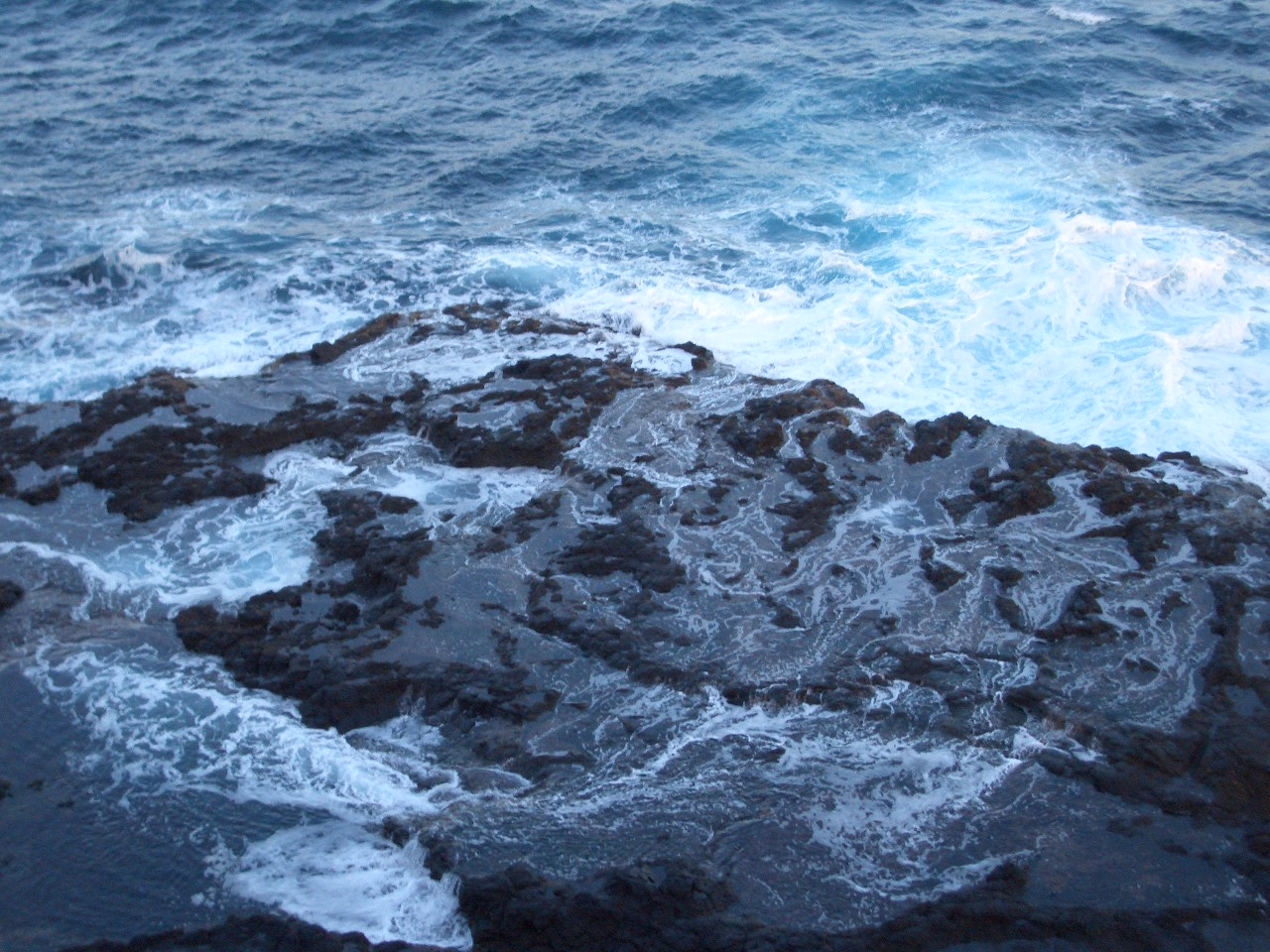
Playa en Phillip Island.

La isla Phillip (en inglés: Phillip Island) es una isla australiana situada a 140 km de Melbourne (Victoria). Llamada así por el primer gobernador de Nueva Gales del Sur, Arthur Phillip, Phillip Island forma un rompeolas natural para las aguas superficiales de Western Port. La isla ocupa una extensión de 10 000 hectáreas. Mide 26 kilómetros de largo y 9 km en su punto más ancho. Posee 97 km de línea de costa y forma parte del Bass Coast Shire.

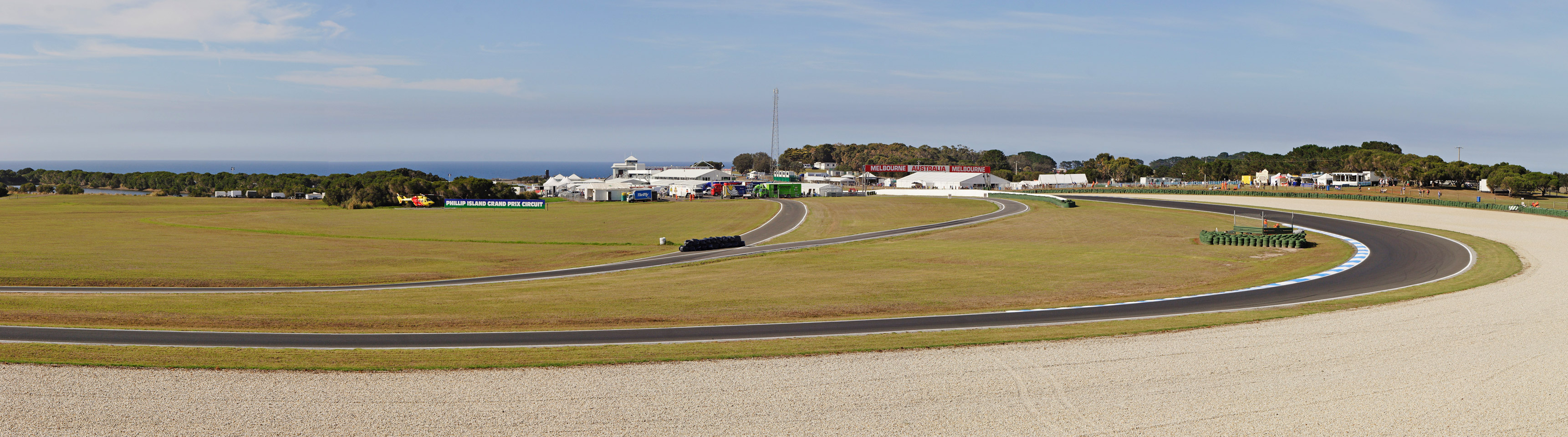
Vista del circuito de Phillip Island.

## Deporte de motor
Phillip Island es un punto de inflexión en la historia de las carreras en Australia. Un circuito trazado sobre las calles de la isla se usó para el original Gran Premio de Australia en 1928 y continuó hasta el de 1935. En 1951, se construyó el circuito de Phillip Island, inaugurándose en 1956. 
Dicho circuito se clausuró a finales de los 70 pero fue rediseñado y reabierto en 1989 para albergar el Gran Premio de Australia de Motociclismo. Hoy en día continúa albergándose así como también el Mundial de Superbikes, V8 Supercars y el Campeonato de pilotos australianos.